# Марудур Рамачандран
Марудур Гопалан Рамачандран (*ம. கோ. இராமச்சந்திரன், 17 січня 1917 — 24 грудня 1987) — індійський актор Коллівуду, політичний діяч штату Таміл Наду.

## Життєпис
Був сином Мелакката Гопали Менона та Марутхури Сат'ябани, що походили у півдня Індії. Народився у 1917 році у м. Канді (о. Цейлон, сучасна Шрі-Ланка). В дитинстві виховувався в індуїстському дусі, на основі давніх міфів. Згодом здобув початкову освіту, перебравшись до Мадраса.
У 1936 році вперше знявся у кіно — стрічці режисера Елліса Дунгана «Sathi Leelavathi». Після цього знімався у другорядних ролях, згодом діставав у деяких фільмах основні ролі. Втім, лише у 1950 році відбувся його творчий прорив у фільмі «Manthiri Kumari». Фільм 1954 року «Malaikkallan» зробив Рамачандрана суперзіркою, який після цього став підписуватися як М. Г. Р.
Водночас з акторською розпочав політичну кар'єру. На початку 1950-х років став членом Індійського національного конгресу. У 1953 році став членом партії Дравіда муннетра кажагам (ДМК). В подальшому завдяки власній популярності М. Г. Р. сприяв піднесенню авторитета ДМК.
Роль у фільмі «Alibabavum 40 Thirudargalum» 1955 року закріпила за ним набутий статус мегакінозірки. З цього моменту став зніматися переважно у бойовиках, героїчних фільмах та мелодрамах. За фільми 1960-х років набув статусу напівбога у Таміл Наду.
У 1962 році став членом Законодавчої ради Таміл Наду. У 1965 році за роль у фільмі «Enga Veettu Pillai» здобув номінацію за найкращу чоловічу роль кінопремії Filmfare Awards South. У 1967 році став депутатом Законодавчих зборів. У 1969 році став скарбником партії ДМК. У 1972 році його виключено з партії. Тоді Рамачандран заснував власну партію — Анна Дравіда муннетра кажагам.
У 1972 році за роль у фільмі «Rickshawkaran» отримав номінацію за найкращу чоловічу роль Національної кінопремії Індії. У 1973 році знявся у Сінгапурі у фільмі «Ulagam Sutrum Vaalibhan», що став блокбастером не лише в Індії, а й Малайзії, Таїланді, Японії, Гонконгу. В цей час перейменував партію на Загальноіндійську Анна Дравіда муннетра кажагам (ЗІАДМК). Його ролі та статус напівбога серед тамілів сприяли зростанню авторитету партії. У 1974 році здобув почесний докторський ступінь від Університету Мадраса та Всесвітнього університету (Аризона, США).
У 1977 році на виборах до парламенту Таміл Наду партія М. Г. Р. боролася разом з Комуністичною партією Індії (м) з іншими партіями. Блок на чолі із ЗІАДМК здобув перемогу, й Рамачандран став прем'єр-міністром Таміл Наду. На цій посаді перебував до 1987 року, виграючи наступні вибори. Протягом своєї каденції багато зробив для розвитку туризму, освіти, охорони здоров'я. У 1987 році завершив акторську кар'єру фільмом «Ullagam Suthi Paru».
Помер у грудні 1987 року від ниркової недостатності, ускладненої цукровим діабетом. У 1988 році посмертно нагороджено вищою цивільної державною нагородою Індії — Бхарат Ратна. У 2003 році надруковано його автобіографію «Чому я народився».

## Родина
1. Дружина — Тангамані (д/н-1942)
дитина (померла при пологах)
2. Сатханандаваті (д/н-1962)
3. Джанакі, тамільська кіноактриса
Діти:
- Аппу Равіндран
- Сурендран